# Xã Halstead, Quận Harvey, Kansas
Xã Halstead (tiếng Anh: Halstead Township) là một xã thuộc quận Harvey, tiểu bang Kansas, Hoa Kỳ. Năm 2010, dân số của xã này là 365 người.